# Christelijke Muziekvereniging Jubal Varsseveld
De Christelijke Muziekvereniging Jubal Varsseveld, kortweg Jubal is een muziekvereniging uit Varsseveld in de Nederlandse provincie Gelderland. Naast het harmonieorkest heeft de vereniging een malletband en vier opleidingsorkesten. Tot de activiteiten van de vereniging behoren onder andere opluistering van volksfeesten in de regio, (uitwisselings)concerten, serenades en concoursen. Jubal geeft verder haar medewerking aan (oecumenische) kerkdiensten en geeft zo vorm aan haar christelijke identiteit.

## Historie
Jubal is opgericht op 18 februari 1943. Jubal is oorspronkelijk een fusie van twee voormalige verenigingen, Excelsior en Varssevelds Harmonie. Tijdens de Tweede Wereldoorlog werd er nauwelijks gerepeteerd. De naam Jubal werd dan ook pas na de oorlog in de ledenvergadering van 21 juni 1945 aangenomen. In 1956 werd voor het eerst gerepeteerd met een drumband.

## Verenigingsonderdelen
Het harmonieorkest (A-orkest) heeft ongeveer 60 leden en staat onder leiding van Henk-Jan Heijnen uit Winterswijk. Dit orkest komt sinds 2001 uit in de 1e divisie (het hoogst haalbare niveau voor amateurmuzikanten). De malletband (slagwerkgroep) is aan het einde van het seizoen 2016/2017 gestopt. In het seizoen 2021/2022 is de vereniging weer gestart met een slagwerkensemble (SE).  

## Muziekopleidingen
Jubal leidt haar leerlingen zelf op. Na een introductieprogramma van 13 weken onder de naam "Muziek Maak Je Zelf", stroomt de leerling door naar individuele muzieklessen door professionele docenten. Na enige tijd worden leerlingen dan lid van de opleidingsorkesten: het jeugdslagwerkensemble (JSE) voor de malletbandleerlingen en/of (achtereenvolgens) het mini-C-orkest, het C-orkest en het B-orkest voor de harmoniemuzikanten. Het B-orkest neemt sinds 2002 deel aan concoursen, voor het laatst in 2016 in de 4e divisie (v/d 5). In 2017 werd het B-orkest kampioen in de 4e divisie bij de Open Nederlandse Harmonie Kampioenschappen.  

## Samenwerking school
In het seizoen 2018/2019 is de vereniging een samenwerking met de lokale basisschool Meeander gestart. Sindsdien verzorgen docenten van de vereniging muziekles op school. Voor de aanschaf van de benodigde instrumenten is een succesvolle crowdfunding gehouden. 